# Sequoia
A Sequoia a tűlevelűek (Pinopsida) osztályába sorolt fenyőalakúak (Pinales) rendjében a ciprusfélék (Cupressaceae) családjának egyik nemzetsége.

## Rendszertani helyzete
A nemzetségbe egy recens és 2-5 fosszilis fajt sorolnak:
- †Sequoia affinis Lesq. - Észak-Amerika nyugati fele
- ?†Sequoia chinensis - Kína; meglehet, hogy nem önálló faj, hanem egy másiknak az állománya
- ?†Sequoia dakotensis - meglehet, hogy nem ide tartozik, hanem inkább a Metasequoia nemzetségbe[2]
- ?†Sequoia langsdorfii - meglehet, hogy nem ide tartozik, hanem inkább a Metasequoia nemzetségbe[2]
- †Sequoia magnifica - megkövesedett maradványait a Yellowstone Nemzeti Parkban találták meg
- tengerparti mamutfenyő (Sequoia sempervirens) (D.Don) Endl. - az egyetlen élő faj és egyben a típusfaj is[3][4]

## Fordítás
- Ez a szócikk részben vagy egészben  a   Sequoia (genus) című angol Wikipédia-szócikk ezen változatának fordításán alapul.  Az eredeti cikk szerkesztőit annak laptörténete sorolja fel. Ez a jelzés csupán a megfogalmazás eredetét és a szerzői jogokat jelzi, nem szolgál a cikkben szereplő információk forrásmegjelöléseként.